# М-125 «Фиалка»

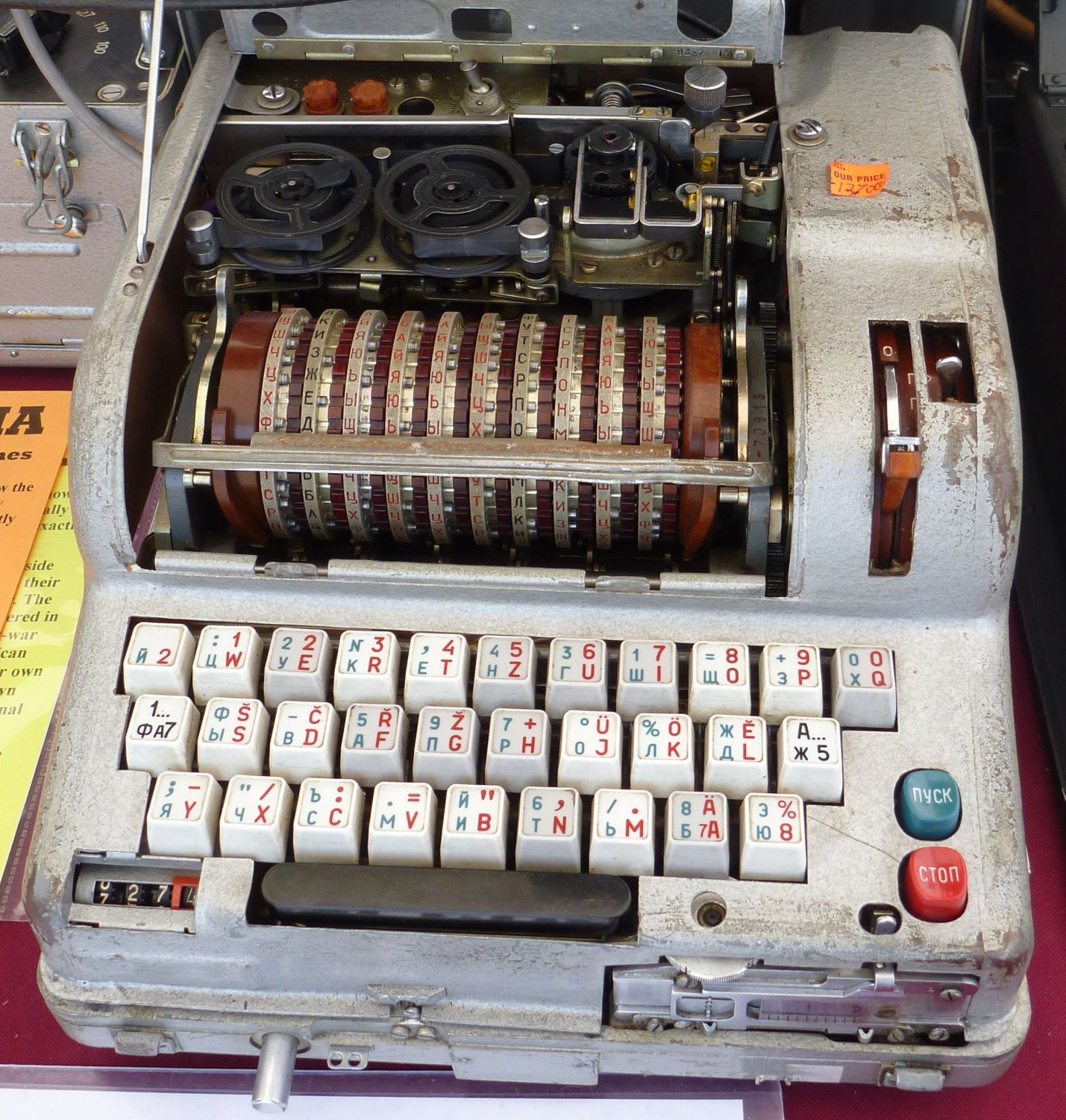
М-125 «Фиалка»

М-125 «Фиалка» — советская электромеханическая роторная шифровальная машина, использовавшаяся в странах Варшавского договора и некоторых других странах социалистического блока. Использовалась наряду с электромеханическими моделями М-104 «Аметист» и М-105 «Агат». Представляет собой электромеханический шифратор текста с записью на бумажную перфоленту.
Первая модель М-125 была разработана в 1950-х годах на ленинградском заводе № 209 под руководством главного конструктора Николая Гырдымова по заказу Вооружённых сил СССР (по некоторым данным, она появилась в 1962 году на основе шифровальной машины К-37 «Кристалл»). Имела конструктивное сходство с немецкой роторной машиной времён Второй мировой войны «Энигма».
До недавней поры модель «Фиалка» оставалась засекреченной, до 2005 года вся информация об устройстве держалась в секрете. Правильное определение «Фиалки» — кодировочная машина, поскольку она обладала более слабой криптостойкостью, чем шифровальные машины.

## Габариты
Характеристики для модели М-125-3М
- Общие размеры машины: 37х34х30 см[5]
- Блок питания: 27х15х17 см[5]
- ЗИП №1 в разложенном виде: 27х26х5 см[5]
- ЗИП №2: 27х13х5 см; 28х20х2 см[5]
- Ящик: 40x43,5x35 см[5]

Предполагается, что название «Фиалка» было связано с относительно небольшими габаритами всей машины; позже это название стали применять и к алгоритму шифрования. Экземпляр Немецкого музея в Мюнхене весит 14,17 кг.

## Принципы работы

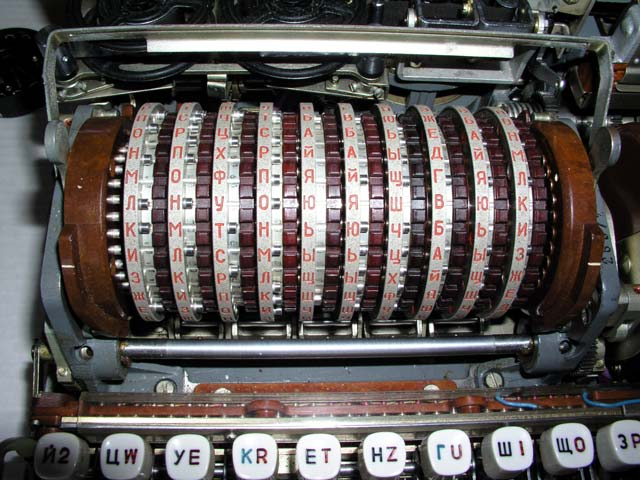
Набор из 10 роторов — экспонат Венского военного исторического музея

Как и другие роторные машины, «Фиалка» состоит из комбинации механических и электрических подсистем. Механическая часть включает в себя клавиатуру, набор вращающихся дисков — роторов, — которые расположены вдоль вала и прилегают к нему, и ступенчатого механизма, двигающего один или несколько роторов при каждом нажатии на клавишу. Движение роторов приводит к различным криптографическим преобразованиям при каждом следующем нажатии на клавишу на клавиатуре. Механические части двигаются, замыкая контакты и образуя меняющийся электрический контур (то есть, фактически, сам процесс шифрования букв происходит электрически). При нажатии на клавишу клавиатуры контур замыкается, ток проходит через различные цепи и в результате получается искомая буква кода.
Сам по себе ротор производит простой тип шифрования — элементарный шифр замены. Например, контакт, отвечающий за букву E, может быть соединён с контактом буквы T на другой стороне ротора. Но при использовании нескольких роторов в связке за счёт их постоянного движения получается более сложный, а следовательно, более надёжный шифр. Так же[уточнить] шифрование происходит в электронном блоке под названием «коммутатор», который имеет 30х30 контактов. Код в коммутаторе набирается путём вставки перфокарты. Согласно отверстиям в перфокарте замыкаются контакты и производится замена символа по аналогии с шифродисками (ротор).
«Фиалка» содержит устройство считывания с бумажной перфоленты справа, если смотреть спереди машины, а сверху — устройство для печати и для перфорирования ленты. Устройство вставки перфоленты для ввода ключа находится слева. «Фиалка» питается от источника постоянного тока напряжением 24 В, а через отдельный блок питания — от сети переменного тока 100—250 В, 50 или 400 Гц.

### Роторы

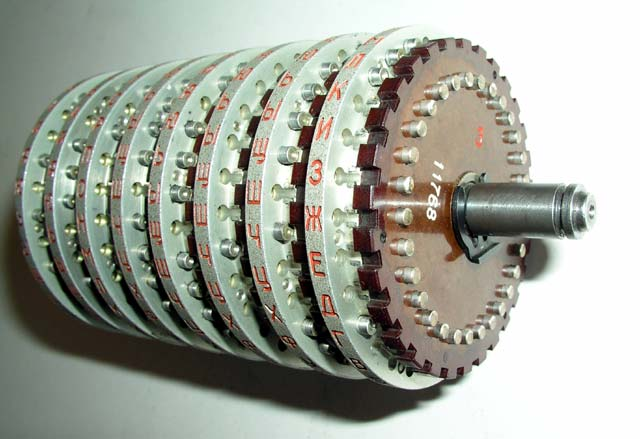
Набор роторов, показаны 30 контактов

В центре каждой машины «Фиалка» находятся 10 различных кодировочных колёс (роторов), помеченных буквой русского алфавита — А(1) Б(2) В(3) Г(4) Д(5) Е(6) Ж(7) З(8) И(9) К(10). Существует два типа подобных наборов роторов: зафиксированный (использовался в ранних моделях М-125-хх) и настраиваемый (использовался в моделях М-125-3хх, начиная с 1978 года). В настраиваемом наборе можно менять настройки внешнего кольца.
Каждый ротор представляет собой диск диаметром около 10 см, сделанный из эбонита или бакелита, с 30 пружинными штыревыми контактами на одной стороне ротора, расположенными по окружности. На другой стороне находится соответствующее количество плоских электрических контактов. Штыревые и плоские контакты соответствуют буквам в алфавите. Не учитываются буквы Ё, Й и Ъ. При соприкосновении контакты соседних роторов замыкали электрическую цепь. Набор из 10 колёс иногда называют «Протон». В регулируемых наборах можно менять настройки внешнего кольца, получая 30 возможных позиций. Существенное отличие «Фиалки» от других роторных машин — каждый из роторов вращается в направлении, противоположном соседним.
Различные наборы колес были выпущены для разных стран Варшавского договора. Известно значение нескольких префиксов:
- 3K: Польша;
- 4K: Восточная Германия;
- 6K: Чехословакия;
- 0K: Общие проводки для всех стран в случае войны;
- 1K: СССР.

На крышке устройства находится запасной ротор.

### Рефлектор
Как и в «Энигме», в «Фиалке» используется рефлектор, соединяющий пары проводов вместе. Наличие рефлектора гарантирует, что осуществляемое преобразование есть инволюция, то есть дешифрование представляет собой то же самое, что и шифрование.
В «Энигме» наличие рефлектора делало невозможным шифрование буквы через саму себя, в то время как в «Фиалке» этот недостаток был устранен.
Из 30 контактов рефлектора 26 соединены друг с другом в парах, но есть 4 специальных провода. Один провод использовался для замены зашифрованной буквы на оригинальную. Это приводит к тому, что в 1 из 30 случаев буква кодируется сама в себя. Другие 3 провода подключены к транзисторной схеме (так называемый Magic Circuit) и образуют вращающийся переключатель. В режиме кодирования контакт x подается на выход через y, y — через z, z — через х. В режиме декодирования контакты z и y меняются местами.

### Ключ-карта

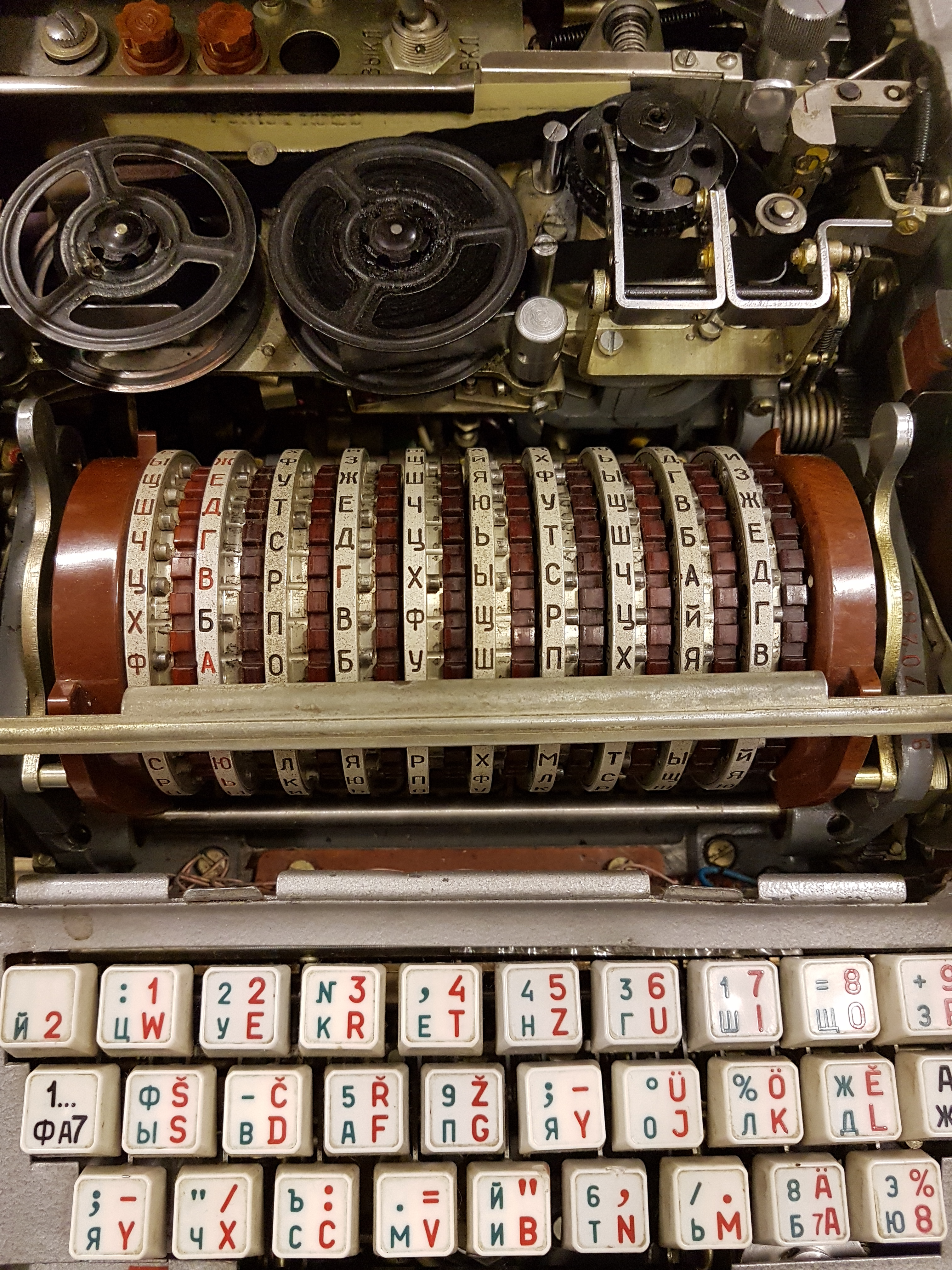
Клавиатура М-125 «Фиалка». Экспонат Военно-исторического музея Вены

Для усиления криптографической стойкости машины у «Фиалки» применялась специальная общая суточная карточка в виде перфокарты. Каждая перфокарта имела 30 отверстий — ровно одно отверстие в строке и в столбце, и тем самым определяла перестановку для 30 роторных линий контакта. Использовалась в определенный день, указанный в левом верхнем ряду. В соответствии с протоколом, перфокарты уничтожались по окончании текущих суток, поэтому оригинальных перфокарт осталось немного.
Карточки создавались в СССР для всех стран Варшавского договора и ежедневно менялись. Каждая страна имела свою собственную уникальную колоду карт, сроком на один месяц. Вместо перфокарты можно было использовать металлический треугольник. Треугольная пластина определяла нулевую перестановку, часто использовалась для проверки работоспособности машины.
Также на каждый день была своя ключевая таблица. Для фиксированных роторных систем ключевые таблицы определяют порядок роторов на оси и параметры начального ротора, которые будут использоваться для расшифровки сообщения. Для регулируемых роторов в таблице также определяется электрическая вставка для каждого ротора. Вот пример для машины M-125-3NM для использования 14-го числа месяца:

ИДЖЗА ВКБГЕ 14[прояснить]
OCAHE PTБВЕ
БДВИА ГЕЗКЖ
2II22 I22I2
КУЛКЮ ЫХВУГ

Ключ не использовался более суток и обновлялся в 00:01 часов.

## Модификации

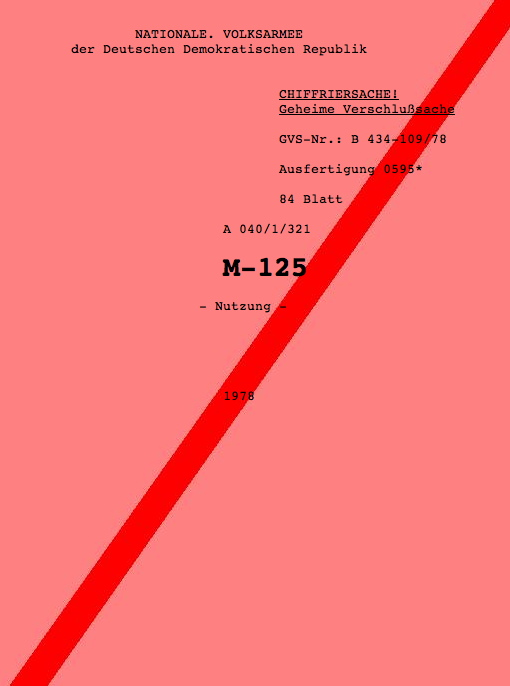
Обложка инструкции по эксплуатации М-125 «Фиалка» Национальной народной армии ГДР. На обложке — гриф Geheime Verschlusssache (в вольном переводе — «Совершенно секретный материал»)

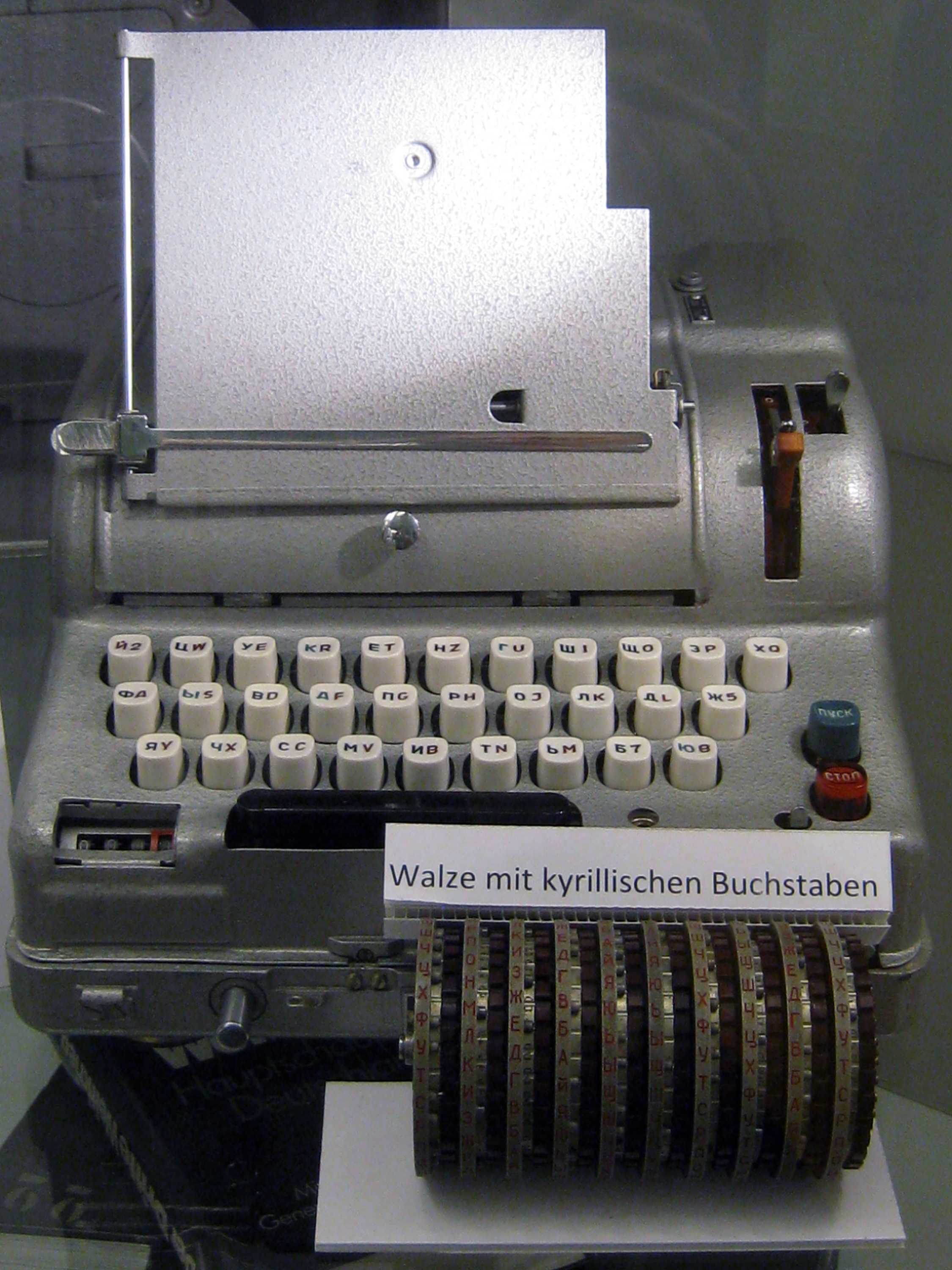
Ранняя модель М-125 «Фиалка»

В СССР шифровальная машина М-125 «Фиалка» и её модификации использовались, в частности, 8-м главным управлением КГБ СССР (криптографической службой), а также активно поставлялись союзникам по Варшавскому договору и дружественным социалистическим странам (в том числе Кубе). Несмотря на распространение транзисторной электроники, электромеханические роторные шифраторы долгое время оставались распространёнными, поскольку были более устойчивы к электромагнитным и жёстким поражающим излучениям по сравнению с полупроводниковой техникой.
В начале 1960-х годов была разработана модернизированная версия — М-125М («Фиалка-М»), а в конце 1960-х — модель М-125-ЗМ («Фиалка-ЗМ»). Вторая версия отличалась повышенной криптографической стойкостью за счет использования разборных шифровальных дисков со специальными вкладышами и удобной двухрегистровой клавиатурой. Все модификации «Фиалки» производились на Ленинградском заводе полиграфических машин. Версии «Фиалки» для дружественных стран имели полные наименования вида M-125-хх (ранние модели) или M-125-3xx (поздняя версия), где xx использовался для определения страны или версии. Все модели различались по клавиатурам. Польская версия машины обозначалась индексом M-125-3MP, чешская версия — М-125-3MP2, восточногерманская — M‑125‑MN или M‑125‑3MN в зависимости от модификации.
Модель M-125-3xx появилась в 1978 году и имела следующие дополнительные возможности:
1. Многоязычная клавиатура.
2. Механический переключатель вдоль правой стороны клавиатуры, который изменяет функции клавиатуры:
  - только цифры;
  - только буквы;
  - смешанная (несовместима с ранней версией).
3. Регулируемые роторы.

Для каждой страны Варшавского договора существовала своя версия «Фиалки» c клавиатурой, адаптированной для местного языка (то есть с буквами латиницы с соответствующими диакритическими знаками), в то время как кириллица была одинаковой на всех клавиатурах. Каждая национальная модель имела также свою собственную печатающую головку. По состоянию на 1984 год в Советской армии использовались две модификации — М-125М и М-125-3М. Главное их различие заключалось в том, что в первой были буквы (30 букв) и цифры. Самая первая «Фиалка» имела только 30 букв.
С 1982 года в ГДР от моделей М-125 отказались в пользу новой разработанной восточногерманской шифровальной машины T-310/50.
По некоторым данным, в России в различных модификациях «Фиалка» использовалась до начала 2000-х годов.
Ряд моделей отечественной роторной шифрмашины М-125 «Фиалка» были разработаны в период холодной войны вскоре после окончания войны. На эксплуатацию она была поставлена с начала 1960-х годов в качестве основной шифрмашины для засекреченной связи между дипломатическими кругами стран Варшавского Договора в период до начала 1990-х годов.

## Сравнение с другими роторными машинами
Конструкция «Фиалки» во многом схожа с немецкой машиной типа «Энигма», использовавшейся немцами во время Второй мировой войны, американскими SIGABA и KL-7, а также швейцарской 5-роторной NEMA.
В «Фиалке» использовалось 10 роторов по сравнению с «Энигмой», где обычно были установлены 3 или 4 ротора, но в «Фиалке» допускались как возможность поворота роторов в противоположные направления, так и изменение внутрироторных проволочных соединений в полевых условиях. У «Фиалки», в отличие от «Энигмы», была возможность передавать не только буквы, но и цифры и даже знаки препинания.
Для отображения выходных символов «Фиалка» печатает сообщение на бумажной ленте вместо загорающихся лампочек, как во многих других роторных машинах.
Встречаются утверждения, что М-125 «Фиалка» ни разу не была взломана, а сохранившиеся образцы высоко оценивались западными криптографами.

## Сохранившиеся экземпляры

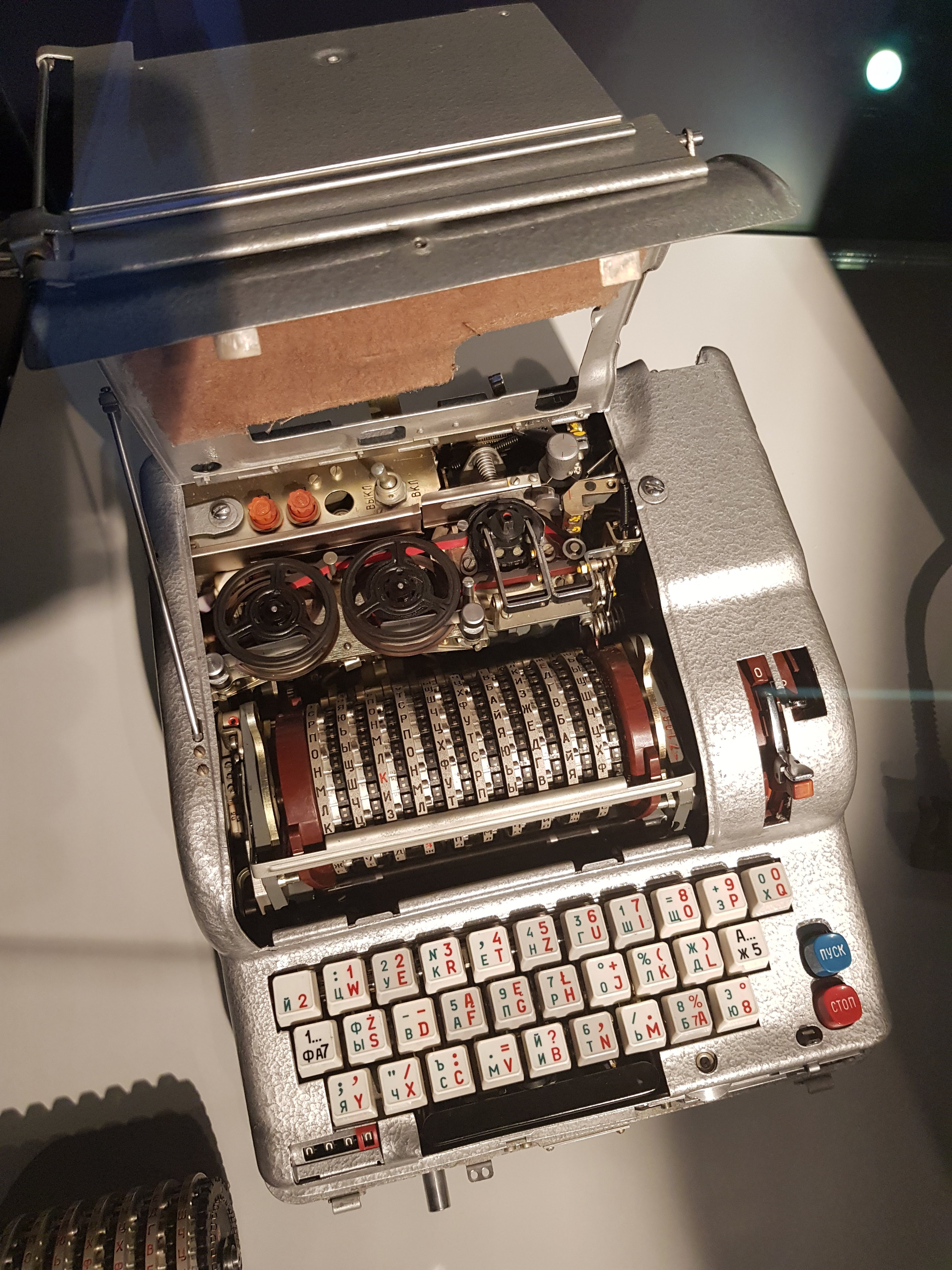
Экземпляр М-125 в Немецком музее шпионажа

После распада Организации Варшавского договора и распада СССР значительная часть образцов М-125 «Фиалка» была разобрана или уничтожена. Немногие экземпляры сохранились в частных коллекциях или в музеях.
- Работающие модели представлены в американском Музее компьютерной истории и британском Блетчли-Парке[16].
- Один экземпляр является экспонатом венского Военно-исторического музея.
- Один экземпляр типа М-125-3М находится в московском Музее криптографии[5][4][9]
- Три модели шифровальной машины были продемонстрированы в 2011 году на выставке разведки ВВС США в Сан-Антонио[5].
- В 2019—2020 годах в Нью-Йорке действовал Музей шпионажа КГБ[англ.], одним из экспонатов которого была шифровальная машина «Фиалка» типа М-125-3М. В 2020 году из-за пандемии коронавируса музей был закрыт на неопределённый срок (а позже его закрыли окончательно), а более чем 400 его экспонатов были проданы на аукционе Julien's Auction. «Фиалку» продали на аукционе за 22,4 тысячи долларов США[16].

В настоящее время в Интернете распространены ряд симуляторов «Фиалки», воспроизводящие процедуру шифрования любого сообщения.